# Saint-Mandrier-sur-Mer
Saint-Mandrier-sur-Mer település Franciaországban, Var megyében. Lakosainak száma 6064 fő (2022. január 1.). Saint-Mandrier-sur-Mer La Seyne-sur-Mer községgel határos.

## Népesség
A település népessége az elmúlt években az alábbi módon változott:
| Lakosok száma | 6636 | 5787 | 5860 | 5862 | 5979 | 6095 | 6100 | 6079 | 6064 |
|               | 2006 | 2015 | 2016 | 2017 | 2018 | 2019 | 2020 | 2021 | 2022 |